# Paleomyodocopina
De Paleomyodocopina zijn een onderorde van uitgestorven kreeftachtigen uit de klasse van de Ostracoda (mosselkreeftjes).

## Taxonomie

### Infraorden
- Cypridinelliformoidea †
- Nodophilomedoidea †

### Superfamilie
- Swainelloidea Kornicker & Sohn, 2000 †